# Fortunato Chelleri
Fortunato Chelleri (Parma, 1690 - Kassel, 1757) was een Italiaans barokcomponist en kapelmeester.

## Biografie
Chelleri had een Duitse vader (achternaam Keller) en een Italiaanse moeder die uit een muzikale familie stamden. Na de vroege dood van zijn ouders werd hij opgevoed door zijn oom Francesco Bazzani in Piacenza. Zijn oom betaalde zijn muzikale vervolgstudie. In 1708 begon Chelleri met het schrijven van opera's. Deze opera's werden uitgevoerd in Barcelona, Venetië en Florence. In 1722 ging Chelleri bij zijn composities experimenteren met diverse muziekinstrumenten zoals een fortepiano. In 1724 werd hij hofkapelmeester aan het kasteel van Peppering tegelijkertijd met Giovanni Benedetto Platti.In 1725 werd Chelleri  kapelmeester in Kassel bij Karl von Hessen-Kassel. Deze Karl van Hessen-Kassel beloonde Chelleri zo goed dat hij zijn laatste jaren financieel onafhankelijk en met een prima baan als raadslid heeft kunnen doorbrengen in Kassel waar hij uiteindelijk op 11 december 1757 stierf.

## Werken
- Celloconcerto in G

### Operamuziek
- L'Innocenza giustificata (première: Venetië 1711)
- La caccia in Etolia (première: Ferrara 1715)

### Latere werken
In zijn Duitse en Zweedse tijd na 1722 heeft Chelleri (waarschijnlijk) alleen instrumentale muziek en kerkmuziek geschreven. 
- 6 sonates (geschreven in Kassel)
- Oratorium in 2 delen (geschreven in kasteel Peppering, 1723)

- Bibsys: 48450
- Bibliothèque nationale de France: cb148168437 (data)
- CiNii: DA10722409
- Gemeinsame Normdatei: 123716055
- International Standard Name Identifier: 0000 0000 8144 0139
- Library of Congress Control Number: n85160776
- Nationale Bibliotheek van Letland: 000308434
- MusicBrainz: 1947e0de-285f-43f6-8206-53283234a1e3
- Nationale Bibliotheek van Israël: 987007425545005171
- Nederlandse Thesaurus van Auteursnamen: 159293375
- Réseau des bibliothèques de Suisse occidentale: 02-A000034650
- LIBRIS: 213058
- SNAC: w6x35p63
- Système universitaire de documentation: 243890532
- Virtual International Authority File: 64272379
- WorldCat: E39PBJyt4wkQDWgcVH8P6Hqmh3